# Rio Gijou
O rio Gijou é um rio localizado no departamento de Tarn, no sul de França. Nasce perto de Lacaune e corre na direção oeste-sudoeste. É afluente, pela margem direita, do rio Agout, sendo a confluência em Vabre.
Ao longo do seu percurso passa pelas comunas de Lacaune, Gijounet, Viane, Lacaze, Saint-Pierre-de-Trivisy e Vabre.